# 韋爾比夫卡 (薩爾內區)
韋爾比夫卡（烏克蘭語：Вербівка），是烏克蘭西北部羅夫諾州薩爾內區的村落，始建於1700年，面積0.77平方公里，海拔高度146米，2001年人口533，人口密度每平方公里692.2人。